# Lumbricillus parabolus
Lumbricillus parabolus är en ringmaskart som beskrevs av Shurova 1978. Lumbricillus parabolus ingår i släktet Lumbricillus och familjen småringmaskar. Inga underarter finns listade i Catalogue of Life.